# 번도마뱀붙이
번도마뱀붙이(Lucasium byrnei), 일명 기블러 게코(gibber gecko), 번 게코(Byrne's gecko)는 작은 야행성 도마뱀붙이류의 일종이며, 호주에 고유하다.

## 어원
종명 byrnei는 호주의 telegraph official인 P.M. "Paddy" Byrne을 기린 것이다.

## 외양
번은 꼬리까지 80 mm (3.1 in)까지 자라며, 윗부분은 연한, 크림색 연황갈색에서 적갈색, 짙은 갈색 바탕에 짙은 반점이 흩어져있고 연한 작은 점이 몇 개 나있으며, 대개 뚜렷한 일련의 네다섯 개의 독특한 W 모양의 짙은 갈색 가로 줄무늬나 얼룩무늬가 목과 뒷다리 사이에 나있다.
머리는 작고 볼록하며 주둥이는 둥글다; 귓구멍은 굉장히 작고 둥글다. 주둥이비늘(:en:rostral scale)은 너비가 높이의 네 배에 달하며, 윗부분은 갈라져있지 않다. 목덜미의 비늘은 작고 오돌토돌한 반면 복부의 미늘은 납작하고 둥글며 병렬되어있으며 등의 결절보다 살짝 작다. 꼬리는 원통형이고 갈수록 가늘어지며, 윗부분은 볼록하고 밑부분은 납작하고 대략 사각형이다. 수컷은 꼬리의 밑동의 옆구리에 각각 서너 개의 뭉툭한 가시가 있다.

## 서식
번은 지면성이며, 낮에는 지면의 잎더미, 구멍, 틈새에 숨어있다가 밤에 기어나와서 탁 트인 곳에서 먹이를 찾는다. 맬리지대(:en:Mallee Woodlands and Shrublands)와 탁 트인 삼림지대에서 소금덤불(en:saltbush)과 모래사막에 이르는 다양한 서식지에서 발견된다. 발가락 끝부분의 빨판의 섬세한 표면구조 때문에, 번이 스스로 굴을 팔 것 같지는 않다고 여겨지며, 대신 다른 동물이 파거나 해서 전에 만들어진 굴 따위의 은신처에 살 것으로 보인다.

## 분포
번은 뉴사우스웨일스주 중부와 남부 안쪽, 사우스오스트레일리아주의 동쪽 절반, 인접한 퀸즐랜드주와 노던준주의 경계 지역에 분포한다.

## 식성
번은 충식동물(en:insectivore)이며, 야생에서는 작은 거미, 개미, 바퀴벌레, 귀뚜라미, 흰개미, 나방 따위를 먹는다.

## 분류
번은 1896년에 Lucas & Frost 가 Diplodactylus byrnei 로 최초로 기술했으며, 꼬리샘(caudal gland)이 없고, 작고 숨길 수 있는 발톱이 있으며, 발가락이 지면에 납작하게 붙는 것으로 구별할 수 있다고 하였다.

## 참고 문헌
- Lucas AHS, Frost C (1896). "Further Preliminary Notice of Certain Species of Lizards from Central Australia". Proc. Royal Soc. Victoria 8: 1-4. (Diplodactylus byrnei, new species. pp. 2–3).
- Oliver PM, Hutchinson MN, Cooper SJB (2007). "Phylogenetic relationships in the lizard genus Diplodactylus Gray and resurrection of Lucasium Wermuth (Gekkota: Diplodactylidae)". Australian J. Zool. 55 (3): 197-210. (Lucasium byrnei, new combination).